# Andarīyeh
Andarīyeh (persiska: اندريه) är en ort i Iran.   Den ligger i provinsen Teheran, i den centrala delen av landet, 90 km öster om huvudstaden Teheran. Andarīyeh ligger 2 160 meter över havet och antalet invånare är 443.
Terrängen runt Andarīyeh är kuperad åt nordost, men åt sydväst är den bergig. Andarīyeh ligger nere i en dal.Runt Andarīyeh är det ganska glesbefolkat, med 23 invånare per kvadratkilometer. Närmaste större samhälle är Arjomand, 6,3 km nordost om Andarīyeh. Trakten runt Andarīyeh består i huvudsak av gräsmarker.